# Lemuel Dorcas (personaje)
Lemuel Dorcas es un personaje ficticio que aparece en los cómics estadounidenses publicados por Marvel Comics. Se destaca por desempeñar un papel en los orígenes de los villanos de Namor, Tiburón Tigre, Orka y Piraña.

## Historial de publicaciones
El Dr. Lemuel Dorcas apareció por primera vez en Sub-Mariner #5-6 (septiembre-octubre de 1968) y fue creado por Roy Thomas y John Buscema.
El personaje apareció posteriormente en Sub-Mariner #15 (julio de 1969), #23-24 (marzo-abril de 1970), #33 (enero de 1971), Marvel Team-Up #14 (octubre de 1973) y Super-Villain Team-Up #1-3 (agosto-diciembre de 1975). El personaje hizo una aparición póstuma en Marvel Tales #249 (mayo de 1991), y su cuerpo fue posteriormente arrojado al océano en Namor #42 (septiembre de 1993).
Doctor Dorcas recibió una entrada en el Manual Oficial de Marvel Universe Deluxe Edition #17.

## Biografía ficticia
El Dr. Lemuel Dorcas fue un biólogo marino, ingeniero genético, inventor y aspirante a conquistador. Dorcas fue responsable de transformar al nadador olímpico lesionado Todd Arliss en el sobrehumano Tiburón Tigre mezclando su ADN con las muestras de ADN de Namor y un tiburón tigre. Dorcas planeaba utilizar a Tiburón Tigre como peón en sus planes de conquista mundial.
Dorcas formó una alianza con el señor de la guerra atlante Krang. Krang proporcionó a su seguidor Orka como sujeto de prueba y Dorcas dotó a Orka de los poderes de una orca. El señor de la guerra Krang y Dorcas utilizaron a Orka y una flota de orcas para atacar la Atlántida, pero fueron frustrados por Namor y la interferencia de Tiburón Tigre.
Dorcas y el señor de la guerra Krang formaron más tarde una alianza secreta con Byrrah en un complot para evitar que Namor fuera coronado príncipe de la Atlántida y permitir que Byrrah tomara la corona. Namor capturó a Dorcas y al señor de la guerra Krang, quienes revelaron la participación de Byrrah en el complot, arruinando así su apuesta por el poder.
Dorcas también fue responsable de la creación de Piraña cuando una piraña normal fue expuesta a la radiación restante del experimento anterior de Dorcas.
Attuma, Dorcas y Tiburón Tigre capturaron la Hydro-Base y tomaron prisionero a Namor allí.Namor recuperó su libertad con la ayuda de los Hydro-Men y atacó a los conspiradores, arrojando a Tiburón Tigre a una de las máquinas de guerra de Attuma. Cuando Dorcas pudo disparar una ráfaga letal con su arma de mano a Namor, la máquina cayó encima de Dorcas y lo aplastó hasta la muerte.
Namor y Stingray empujaron el cadáver de Dorcas y el Octo-Mek al océano. Posteriormente, el Octo-Mek desarrolló una ligera sensibilidad y se convirtió en un robot basado en Dorcas.
Lemuel Dorcas aparece vivo, habiendo sobrevivido gracias a los experimentos relacionados con las estrellas de mar que había realizado sobre sí mismo y mantuvo su supervivencia en secreto. Al establecer una base en el atolón de Tetiaroa, el Doctor Dorcas mutó varias criaturas para que le sirvieran y las mantuvo bajo su control con neurosanguijuelas. También contrató al apuesto Kei para que le trajera mujeres. Lemuel Dorcas luego desarrolló una obsesión por Songbird, donde la secuestró y reparó sus cuerdas vocales con la intención de convertir a Songbird en su esclava. Sin embargo, Songbird pudo escapar de las garras del Doctor Dorcas, ya que con la cirugía que también restauró sus poderes de persuasión, puso a los secuaces del Doctor Dorcas en su contra.

## Poderes y habilidades
Lemuel Dorcas al principio no tenía poderes, pero sí posee conocimientos científicos. Empleó muchos dispositivos que van desde el Morphotron hasta pistolas láser y bombas nucleares.
Al resurgir después de su aparente muerte, Dorcas se mutó con tejido de estrella de mar, lo que le permite respirar bajo el agua o regenerar las extremidades perdidas.

## Otras versiones
Una versión de Dorcas aparece en el reality Ultimate Marvel. Esta versión es un atlante que sirve como asesor de Namora. Durante la historia de "Ultimátum", la Cosa, la Mujer Invisible y el Dr. Arthur Molekevic luchan contra el Doctor Dorcas junto a Namora y Tiburón Tigre en Atlantis y lo derrotan.